# Andrée Paturaud
Andrée Paturaud (även Patureau), född 1903, död (uppgift saknas), var en fransk friidrottare med löpgrenar som huvudgren. Paturaud var en pionjär inom damidrotten, hon innehade franskt nationsrekord och blev medaljör vid den andra Damolympiaden 1922.

## Biografi
Andrée Paturaud föddes 1903 i Frankrike. I ungdomstiden blev hon intresserad av friidrott och gick 1919 med i idrottsföreningen "Académia de Paris", från 1920 tävlade hon för "Sportives Paris" i Paris. Hon specialiserade sig på kortdistanslöpning 60-100 meter och stafettlöpning men tävlade även i höjdhopp och längdhopp  och längdhopp utan ansats.
1919 deltog Paturaud i sina första franska mästerskapen (Championnats de France d'Athlétisme - CFA) då hon tog silvermedalj i löpning 80 meter vid tävlingar 29 juni på Stade Jean Bouin i Paris. Hon tävlade även i längdhopp där hon slutade på en femteplats.
1920 deltog hon vid franska mästerskapen då hon slutade på en fjärdeplats i löpning 80 meter och en fjärdeplats i längdhopp vid tävlingar 11 juli på Stade Elizabeth i Paris.
1921 deltog hon vid Damolympiaden 1921 24–31 mars i Monte Carlo, hon tävlade stafettlöpning 4 x 200 meter där hon slutade på en fjärdeplats (med Andrée Paturaud som förste löpare, Alice Gisclard, Thérèse Renaut och Hélène Rillac). Hon tävlade även i löpning 60 m men blev utslagen under kvaltävlingarna. Hon tävlade även vid de franska mästerskapen 3 juli på Stade Pershing i Paris där hon tog silvermedalj i löpning 80 meter. Hon tävlade även i längdhopp där hon slutade på en fjärdeplats.
Senare samma år deltog Paturaud i sin första landskamp 30 oktober i Paris med Storbritannien, under tävlingen satte hon franskt nationsrekord i stafettlöpning 4 x 200 meter (med Hélène Rillac, Yvonne De Wynne, Andrée Paturaud som tredje löpare och Cécile Maugars). Hon tävlade även i löpning 100 yards där hon slutade på en fjärdeplats.
1922 deltog Paturaud vid de andra Monte Carlospelen 15–23 april där hon tog bronsmedalj i stafettlöpning 4 x 75 m (i laget Fédération des Sociétés Françaises de Sport Féminin FSFSF med Germaine Delapierre, Cécile Maugars, Yvonne De Wynne och Andrée Paturaud som fjärde löpare). Hon tävlade även i löpning 60 m dock utan att nå medaljplats.
Senare drog Paturaud sig tillbaka från tävlingslivet.